# 제2합동특무부대
제2합동특무부대(영어: Joint Task Force 2; JTF2, 프랑스어: Force opérationnelle interarmées 2; FOI 2)는 캐나다군의 정예 특수작전부대다. 캐나다 특수작전연대, 캐나다합동사건대응부대, 제427특수작전항공대대와 함께 캐나다 특수작전부대사령부를 구성한다. 주둔지는 오타와 근교 드위어힐이다.
JTF2에 관한 대부분의 정보는 기밀이며, 캐나다 정부는 이에 관해 논평하지 않는다.